# شيرلي دين
شيرلي دين (بالإنجليزية: Shirley Deane)‏ هي ممثلة أمريكية، ولدت في 16 مارس 1913 في سان فرانسيسكو في الولايات المتحدة، وتوفيت في 26 أبريل 1983 في غلينديل في الولايات المتحدة بسبب مرض.

## وصلات خارجية
- شيرلي دين على موقع IMDb (الإنجليزية)
- شيرلي دين على موقع ميوزك برينز (الإنجليزية)
- شيرلي دين على موقع أول موفي (الإنجليزية)
- شيرلي دين على موقع قاعدة بيانات الفيلم (الإنجليزية)
- شيرلي دين على موقع كينوبويسك (الروسية)